# Aubrey Addams
Aubrey Addams (Westfield, 25 maggio 1987) è un'attrice pornografica statunitense.

## Biografia e carriera
Poco dopo avere ottenuto il diploma, comincia a frequentare il Fashion Institute of Technology di New York. Frustrata per l'andamento degli studi, decide di abbandonare il college nel 2005. Contatta quindi un produttore pornografico attivo nella zona e gira la sua prima scena con John the Stutterer del The Howard Stern Show. Prende la decisione di trasferirsi a Los Angeles per inseguire una carriera nell'industria del porno. Sebbene la sua intenzione sia quella di fermarsi in città per tre sole settimane, il suo soggiorno si trasforma in una residenza fissa.

## Premi e nomination
- 2006 XRCO Award nominee – Cream Dream[4][5]
- 2006 XRCO Award nominee – New Starlet[4][5]
- 2007 Fans of Adult Media & Entertainment (FAME) nominee finalist - Favorite Female Rookie[6]
- 2007 NightMoves Awards nominee - Best New Starlet[7]
- 2009 AVN Award nominee – Best All-Girl Group Sex Scene – Girlvana 4[8]